# Petrustitan
Petrustitan („kamenný titán“) byl rod menšího sauropodního dinosaura ze skupiny Titanosauria. Žil v období pozdní křídy (stupeň maastricht, před 72 až 66 miliony let) na území dnešního Rumunska (tzv. údolí Haţeg).

## Objev
Fosilie tohoto sauropodního dinosaura byly objeveny v sedimentech geologického souvrství Sânpetru. Původně byl tento sauropod znám jako Magyarosaurus hungaricus, jak ho v roce 1932 pojmenoval a popsal německý paleontolog Friedrich von Huene. Společně s tímto dinosaurem sdíleli ekosystémy i další sauropodi, například rody Magyarosaurus a Paludititan (biodiverzita sauropodů v těchto ekosystémech byla tedy poměrně vysoká). Taxon Petrustitan hungaricus byl formálně popsán v únoru roku 2025.
Spolu s tímto reklasifikovaným taxonem byl na základě starších objevů ve stejné popisné práci, publikované v únoru roku 2025, popsán také další nový druh sauropoda, Uriash kadici.